# مهتاب قلی‌زاده
مهتاب قلی‌زاده (زادهٔ ۱۷ فروردین ۱۳۶۷ در گرمسار) روزنامه‌نگار منتقد اهل ایران است که در حوزه‌های اقتصاد کلان، اقتصاد سیاسی، و زنان فعالیت می‌کند. او در آذر ۱۴۰۰ به اتهام‌های «تبلیغ علیه نظام»، «اجتماع و تبانی علیه امنیت ملی» و همچنین «تشویق و ترویج به فساد» بازداشت و با وثیقهٔ یک میلیارد تومانی به‌طور موقت آزاد شد اما کماکان ممنوع‌الخروج است.
او سابقهٔ همکاری با رسانه‌هایی همچون حیات نو، شرق و اعتماد را دارد.

## بازداشت
در ۱۶ مرداد ۱۴۰۰، مأموران سازمان اطلاعات سپاه پاسداران به منزل شخصی مهتاب قلی‌زاده در تهران وارد شدند و ضمن تفتیش محل، لوازم شخصی این روزنامه‌نگار، از جمله گذرنامه، تلفن همراه، لپ‌تاپ، ریکوردر، دفترچهٔ تلفن، و دفترچهٔ یادداشت‌های شخصی او را ضبط کردند. او هم‌زمان به شعبهٔ ۲ دادسرای اوین احضار شد. پس از این تفتیش، خانم قلی‌زاده در چند نوبت در دفتر نظارت و پیگیری اطلاعات سپاه پاسدران بازجویی شد.
این روزنامه‌نگار در ۲۸ مهر ۱۴۰۰، در شعبهٔ ۲ دادسرای اوین حاضر و به شکل مقدماتی تفهیم اتهام شد. پس از آن دوباره در ۱۳ آذر ۱۴۰۰ به همان شعبه احضار شد. سرانجام در ۲۰ آذر ۱۴۰۰ در دادسرای اوین تفهیم اتهام و قرار بازداشت برای او صادر شد. او در آذر ۱۴۰۰، به اتهام‌های تبلیغ علیه نظام، اجتماع و تبانی علیه امنیت ملی از طریق مصاحبه با رسانه‌ها، و همچنین تشویق و ترویج به فساد به دلیل تلاش برای ورود زنان به ورزشگاه، بازداشت و با وثیقهٔ یک میلیارد تومانی به‌طور موقت آزاد شد.